# Championnat national de tennis des États-Unis 1937
Pour un article plus général, voir US Open de tennis.
Résultats détaillés de l’édition 1937 du championnat de tennis US National qui est disputée du 2 au 11 septembre 1937.

## Palmarès
| Tableau          | Vainqueurs                        | Vainqueurs | Score                   | Finalistes                             | Finalistes |
| ---------------- | --------------------------------- | ---------- | ----------------------- | -------------------------------------- | ---------- |
| Simple dames     | Anita Lizana                      | Chili      | 6-4, 6-2                | Jadwiga Jędrzejowska                   | Pologne    |
| Simple messieurs | Donald Budge                      | États-Unis | 6-1, 7-9, 6-1, 3-6, 6-1 | Gottfried von Cramm                    | Allemagne  |
| Double dames     | Sarah Palfrey Cooke Alice Marble  | États-Unis | 7-5, 6-4                | Marjorie Gladman Carolin Babcock Stark | États-Unis |
| Double messieurs | Gottfried von Cramm Henner Henkel | Allemagne  | 6-4 7-5 6-4             | Donald Budge Gene Mako                 | États-Unis |
| Double mixte     | Sarah Palfrey Cooke Donald Budge  | États-Unis | 6-2, 8-10, 6-0          | Sylvie Jung Henrotin Yvon Petra        | France     |

## Simple dames
|  |                      |  |   |   |  |
|  | Finale               |  |   |   |  |
|  |                      |  |   |   |  |
|  |                      |  |   |   |  |
|  | Anita Lizana         |  | 6 | 6 |  |
|  | Anita Lizana         |  | 6 | 6 |  |
|  | Jadwiga Jędrzejowska |  | 4 | 2 |  |

## Double dames
|  |                                  |  |   |   |  |
|  | Finale                           |  |   |   |  |
|  |                                  |  |   |   |  |
|  |                                  |  |   |   |  |
|  | Sarah Fabyan Alice Marble        |  | 7 | 6 |  |
|  | Sarah Fabyan Alice Marble        |  | 7 | 6 |  |
|  | Marjorie Gladman Carolin Babcock |  | 5 | 4 |  |

## Double mixte
|  |                           |  |   |    |   |
|  | Finale                    |  |   |    |   |
|  |                           |  |   |    |   |
|  |                           |  |   |    |   |
|  | Sarah Fabyan Donald Budge |  | 6 | 8  | 6 |
|  | Sarah Fabyan Donald Budge |  | 6 | 8  | 6 |
|  | Sylvie Jung Yvon Petra    |  | 2 | 10 | 0 |